# Волчков, Кирилл Андреевич
Кирилл Андреевич Волчков (21 марта 1996, Смоленск) — российский футболист, полузащитник.

## Карьера
Воспитанник смоленского футбола. С сезона 2013/14 — в составе краснодарской «Кубани». 27 октября 2013 дебютировал в молодёжном первенстве, выйдя на 87-й минуте матча против «Анжи» (0:1), второй матч в сезоне провёл 27 апреля 2014, выйдя на последней минуте против «Спартака» (0:2). За два следующих сезона сыграл в молодёжном первенстве 55 игр, забил три гола. 23 сентября 2015 года дебютировал в основном составе «Кубани» — в гостевой игре 1/16 Кубка России против «Шинника» (2:1) вышел на 77-й минуте. На 85-й минуте сделал счёт 2:0, через минуту получил жёлтую карточку. 28 июля 2016 дебютировал за «Кубань-2» в первенстве ПФЛ; за два сезона сыграл 52 матча. 24 августа 2016 провёл второй матч за «Кубань» — в гостевой игре 1/32 Кубка России против «Энергомаша» (0:3) был заменён на 58-й минуте.
3 августа 2018 перешёл в клуб чемпионата Армении «Лори» Ванадзор. Дебютировал 12 августа в игре против «Ширака» (1:1) — вышел на замену за 12 минут до конца матча. 18 августа провёл вторую игру — против «Артшака» (3:2) также вышел на замену во втором тайме. 31 октября покинул клуб. С лета 2019 — в клубе Вестфаленлиги (VI дивизион) SpVgg Фреден.
2 июля 2021 года перешёл в ФК «Смоленск».